# Phyllonorycter nigristella
Phyllonorycter nigristella là một loài bướm đêm thuộc họ Gracillariidae. Nó được tìm thấy ở Nhật Bản (Hokkaidō, Honshū, Shikoku) và vùng Viễn Đông Nga.
Ấu trùng ăn Quercus dentata, Quercus mongolica và Quercus serrata. Chúng ăn lá nơi chúng làm tổ.